# Гавро Сергій Назипович
Гавро Сергій Назіповіч (рос. Сергей Назипович Гавров) — російський філософ, політолог. Доктор філософських наук, професор кафедри соціології та соціальної антропології Інституту соціальної інженерії Московський державний університет дизайну і технології, професор Росноу. Відомий як російський експерт в галузі соціального модернізації незахідних товариств.

## Біографія
Провідний науковий співробітник сектору соціокультурних процесів і систем Російського інституту культурології Міністерства Культури РФ.
Кандидатська дисертація захищена з теорії та історії культури (філософські науки) за темою «Національна культура і міжкультурну взаємодію (теоретичні аспекти)». Докторська дисертація захищена по релігієзнавства, філософської антропології, філософії культури по темі — «Модернізаційні процеси в Росії: соціокультурні аспекти».
Автор ряду книг і більше ста п'ятдесяти наукових статей, опублікованих доповідей «Росія після імперії» (запрошений доповідь). Імперія націй: образ Росії в сучасних західних «Партнерство для модернізації» (запрошений доповідь) на Міжнародному форумі «Росія-ЄС: Партнерство для модернізації» 18 квітня 2011 (Москва — Міжнародний діловий і фінансовий центр) і всеросійськихнаукових конференцій, форумів та семінарів.
С. Н. Гавро вважає, що:
 «Російська імперська система зберігається на рівні ментальних стереотипів, коли будь-які ліберальні інновації або відкидаються, або <…> трансформуються до стану релевантності системі. Цього не можна сказати про інновації, привнесених імперської модернізацією, яка завжди спочатку релевантна системі».

Сфері наукових та експертних інтересів — модернізація, проблематика модернізаційних трансформацій, в тому числі політичних, економічних, демографічних, педагогічних, соціокультурних, а також філософія утворення і його етнокультурні особливості. Автор наукових досліджень з історії, теорії та практиці макросоціальних модернізаційних трансформацій в Росії, імперської і національної проблематиці, міжетнічній, міжкультурному та міжконфесійному взаємодії, становленню громадянського суспільства. Спільно з культурологом А. В. Киласовим автор теорії етноспорта.
Включений в короткий рекомендаційний список російських учених і політиків, найкраще відобразили в своїх роботах політичне життя Росії 1994–2003 років.

## Літературна діяльність
Член Спілки письменників Москви, публіцист і літературний критик. Публікується в літературно-художніх журналах Дружба народів, Зірка, Прапор, Нева, журналі 22 та інших.

## Експертна діяльність
Експерт «Фінам-інфо», в різний час інших мережевих видань.. Виступав у підсумковому випуску програми «Суд часу» «Андропов: загвинчування гайок або політика з подвійним дном?» На телеканалі Петербург — П'ятий каналв програмі Володимира Соловйова «Поєдинок» — «Результати перепису. Що робити для збереження народу?», на телеканалі «Росія», автор ряду інших експертних виступів і оцінок.

## Основні роботи
- Модернізація в ім'я імперії. Соціокультурні аспекти модернізаційних процесів у Росії. — М.: «Едіторіал УРСС», 2004 (перевидання: 2010). — ISBN 978-5-354-00915-2
- Модернізація Росії: постімперський транзит. — М.: Изд-во МГУДТ, 2010. — ISBN 978-5-87055-116-6
- Історичне зміна інститутів сім'ї та шлюбу. — М.: Изд-во МГУДТ, 2009. — ISBN 5-87055-108-0
- Соціокультурна традиція і модернізація російського суспільства. — М.: Изд-во МДУКМ, 2002. — ISBN 5-94778-020-8
- Національна культура і модернізація суспільства. — М., 2003.
- Бім-Бад Б. М., Гавро С. Н. Модернізація інституту сім'ї: Макросоціологічний, економічний і антрополого-педагогічний аналіз. [Архівовано 4 січня 2014 у Wayback Machine.]- М.: Інтелектуальна книга — Новий хронограф, 2010. — 342 с. — ISBN 978-5-94881-139-0, ISBN 978-5-902699-03-3
- Гавро С. Н., Мікляева Ю. В., Лопатіна О. Г. Виховання як антропологічний феномен. Навчальний посібник. — М.: Форум, 2011. — 240 с. — ISBN 978-5-91134-545-7